# Маркомански ратови
Маркомански ратови (у савременим записима познати као Германски рат - belllum Germanicum - или Германска експедиција - expeditio Germanica) је назив за серију повезаних оружаних сукоба између Римског царства с једне, те савеза углавном германских племена на челу са Маркоманима и Квадима са друге стране, а који су се водили од 166. до 180. Главно поприште им је био горњи и средњи ток Дунава, односно тадашња северна граница Царства, коју су Римљани настојали осигурати од све учесталијих и масовнијих упада у дубину римске територије. Ратови су завршили римском победом и релативном стабилизацијом границе, али тек након дуге и исцрпљујуће борбе која је показала бројне слабости Царства, које ће још више доћи до изражаја у каснијим периодима.
До ратова долази када су кренуле прве веће сеобе у средњој Европи, када су Готи кренули на југоисток потискујући германска племена са севера и истока. Резултат тога је покретање германских и других номадских племена на југ преко северне границе Рима и преко Дунава. После вишегодишњих ратова и интензивних дипломатских активности римљани су успели да мировним уговорима придобију део варварских племена и 172. године римљани по први пут прелазе Дунав и улазе на маркоманску територију. Ту су римљани у низу битака остварили победе и покорили маркомане, а у наредним годинама су кренули са покоравањем и осталих варварских племена и покорили и Хате и Кваде.
Римљани би можда и наставили поход против преосталих племена и успоставили две нове провинције, Маркоманију и Сарматију, али је кампања обустављена након побуне Авидија Касија на истоку, након чега је војска повучена и послата да угаси побуну.
Након гашења побуне и прославе тријумфа у Риму, већ наредне године долази до нове побуде племена, првенствено квада и маркомана, Рим 178. године опет шаље војску на север где су опет тријумфовали и код Тренчина остварили одлучујућу победу.
17. марта 180. године Марко Аурелије умире у близини данашњег Беча, након чега његов син и наследник Комод не пристаје да послуша своје генерале и настави поход, већ се враћа у Рим и почиње мировне преговоре са Маркоманима и Квадима чиме су окончани вишегодишњи ратови.
Римске трупе које су се враћале кући су са собом донеле и кугу (Антонинијева куга) која је у наредним годинама убила између 7 и 8 милиона људи што је знатно ослабило Царство.

## У популарној култури
Два историјска филма - Пад Римског царства из 1964. и Гладијатор из 2000. - на свом почетку приказују фиктивне битке на завршетку Маркоманских ратова.